# Aleksandros Laliotis
Aleksandros Laliotis (gr. Αλέξανδρος Λαλιώτης; ur. 10 września 1972) – grecki zapaśnik walczący w stylu wolnym. Olimpijczyk z Aten 2004, gdzie zajął trzynaste miejsce w kategorii 96 kg.
Piętnasty na mistrzostwach Europy w 1994 roku.
- Turniej w Atenach 2004

Wygrał z Chińczykiem Wang Yuanyuanem i przegrał ze Słowakiem Peterem Pechą.